# 마산중학교
마산중학교(馬山中學校)는 대한민국 경상남도 창원시 마산합포구 자산동에 있는 공립 중학교이다.

## 학교 연혁
- 1951년 9월 1일 : 6년제 마산중학교에서 3년제 마산서중학교로 분리
- 1952년 3월 21일 : 제1회 졸업식
- 1955년 5월 7일 : 마산중학교로 교명 변경
- 2023년 1월 6일 : 제72회 졸업식(졸업생 수 135명) 총 36,116명
- 2023년 3월 2일 : 제24대 남정현 교장 취임
- 2023년 3월 2일 : 신입생 114명 입학

## 참고 자료
- 마산중학교 - 한국교육학술정보원 학교알리미